# Biff Tannen
Ne doit pas être confondu avec Bill Tanner.
Biff Tannen est un personnage de fiction créé par Robert Zemeckis et Bob Gale et interprété par Thomas F. Wilson dans la trilogie Retour vers le futur.

## Biographie fictive

### Jeunesse
Biff Howard Tannen naît à Hill Valley, en Californie. Il est l'arrière-petit-fils de Buford « Molosse » Tannen et le grand-père de Griff Tannen. Plutôt que d'étudier au secondaire, il préfère intimider George McFly pour qu'il fasse ses devoirs à sa place pendant qu'il boit et traîne avec ses amis. Craint par la plupart de ses camarades de classe, il est moins courageux sans son gang (Match, Skinhead et 3-D). La seule personne à l'école secondaire Hill Valley dont Biff a peur est M. Strickland. Il vit avec sa grand-mère, Gertrude Tannen, au 1809 Mason Street, dès novembre 1955.

### Relations
En 1955, Biff a le béguin pour Lorraine Baines qui ne répond pas à ses sentiments. Cependant, le 1985 alternatif révèle que Lorraine, veuve après le meurtre de George McFly, a fini par épouser Biff pour que ses enfants puissent vivre une vie meilleure. Dans la première version de 1985, l'état civil de Biff n'est pas connu, car aucune mention d'épouse n'a jamais été faite dans la trilogie.

### Descendants
En 2015, Biff a un petit-fils adolescent, Griff, ce qui suggère qu'il avait au moins un enfant en 1985. La série d'animation révèle que Biff a un fils, Biff Jr.

## Création du personnage
Le personnage porte le nom du directeur du studio Ned Tanen à la suite d'un incident qui s'était produit des années plus tôt, lorsque Tanen avait réagi agressivement à un scénario présenté par les scénaristes Bob Gale et Robert Zemeckis du film. Tanen a accusé les deux hommes d'avoir tenté de produire une œuvre antisémite avec leur film de 1978 Crazy Day.
Alors que l'importante date d'octobre 2015 approchait, les commentateurs ont commencé à noter les similitudes entre l'ancienne version du personnage et le candidat à la présidence des États-Unis, Donald Trump. Lorsque la comparaison a été portée à l'attention de Gale dans une interview, il a déclaré que des éléments de la personnalité de Tannen étaient en fait basés sur Trump qui était déjà bien connu à la fin des années 1980 pour les controverses immobilières et tabloïdes.

## Œuvres où le personnage apparaît

### Films
- Retour vers le futur (Back to the future, Robert Zemeckis, 1985) avec Thomas F. Wilson (VF : Richard Darbois)
- Retour vers le futur 2 (Back to the Future Part II, Robert Zemeckis, 1989) avec Thomas F. Wilson (VF : Richard Darbois)
- Retour vers le futur 3 (Back to the Future Part III, Robert Zemeckis, 1990) avec Thomas F. Wilson (VF : Richard Darbois)

### Série animée
- Retour vers le futur (Back to the Future: The Animated Series, Bob Gale, 1991-1992) avec Thomas F. Wilson (VF : Patrice Baudrier)

### Jeux vidéo
- Back to the future (Nintendo Entertainment System, 1985)
- Back to the future I (Sega Master System, 1989)
- Back to the future II (Nintendo Entertainment System, 1989)
- Back to the future III (Nintendo Entertainment System, 1989)
- Back To The Future II (Beam Software, Sega Master System, 1990)
- Back to the Future Part III (Beam Software, Mega Drive 1 & 2 et Sega Master System, 1992)
- Retour vers le futur, le jeu (Windows, OS X, PS3, iPad, 2010-2011)

### Spectacle
- Back to the Future: The Musical (2020)